# Anacroneuria oculatila
Anacroneuria oculatila és una espècie d'insecte plecòpter pertanyent a la família dels pèrlids.

## Hàbitat
En el seu estadi immadur és aquàtic i viu a l'aigua dolça, mentre que com a adult és terrestre i volador.

## Distribució geogràfica
Es troba a Sud-amèrica: la província argentina de Misiones i l'estat brasiler de Santa Catarina.